# Präsident der Philippinen
Der Präsident der Republik der Philippinen (Filipino Pangulo ng Pilipinas, englisch President of the Republic of the Philippines) ist das Staatsoberhaupt und der Regierungschef der Republik der Philippinen. Die philippinische Bezeichnung für den Präsidenten der Philippinen lautet Ang Pangulo oder Pangulo.
Der Präsident der Philippinen ist zudem die Verkörperung der Exekutive im Staat.

## Voraussetzung
Gemäß der Staatsverfassung der Philippinen (Constitution of the Philippines) von 1987 muss ein Präsidentschaftsanwärter, um gewählt werden zu können, folgende Voraussetzungen erfüllen:
Er muss ein Alter von mindestens 40 Jahren erreicht haben, im Wahlregister eingetragen sein, lesen und schreiben können, ein auf den Philippinen geborener Staatsbürger sein und seit zehn Jahren seinen Hauptwohnsitz auf den Philippinen haben.

## Wahl
Der Präsident wird in einer Mehrheitswahl durch die ordnungsgemäß eingetragenen Wähler der Philippinen bestimmt. Die Wahl findet jeweils am zweiten Montag im Monat Mai statt.
Für den Fall, dass zwei oder mehr Kandidaten eine gleiche Anzahl an Stimmen erhalten, hat der Kongress der Philippinen in einer separaten Wahl durch die Mehrheit seiner Stimmen den neuen Amtsinhaber zu ermitteln.
Im Fall eines Einspruchs steht dem Obersten Gerichtshof der Philippinen (Supreme Court of the Philippines) die alleinige Beurteilung zu. Dieser befindet sich in einer außerordentlichen Sitzung unter Beteiligung aller Richter über jeden dieser Wahl betreffenden strittigen Punkte, über alle Ergebnisse und über die Qualifikation des Präsidentenanwärters.

## Amtsdauer
Der Präsident bekleidet sein Amt für sechs Jahre. Die Amtszeit beginnt gegen Mittag am dreißigsten Tag im Monat Juni, der dem Tag der Wahlentscheidung folgt. Es hat gegen Mittag desselben Datums im sechsten darauf folgenden Jahr zu enden. Dabei darf man sich nicht länger einer Wiederwahl stellen, es sei denn, dass er das Präsidentschaftsamt durch eine Amtsnachfolge erneut erlangt. In diesem Fall darf man es für nicht mehr als vier Jahre besetzen.

## Eid
Bevor der neu gewählte Präsident seine Amtsgeschäfte beginnt, hat er folgenden Eid oder Versicherung zu leisten:
„Ich schwöre (oder versichere) feierlich, dass ich meine Aufgaben als Präsident (oder Vizepräsident oder amtierender Präsident) der Philippinen treu und gewissenhaft erfülle und die Verfassung bewahre und schütze, die Gesetze ausführe und jedem gerecht werde, sowie mich in den Dienst der Nation stellen werde.
So wahr mir Gott helfe.“ Im Falle einer Versicherung entfällt der letzte Satz.

## Machtbefugnisse
Der Präsident ist das Oberhaupt des ausführenden Arms der Regierung, was sowohl das Kabinett, als auch alle exekutiven Bereiche beinhaltet. Die ausführende Gewalt als solche liegt alleine in der Hand des Präsidenten.
Der Präsident ist zudem der Oberkommandierende (Commander-in-Chief) des Heers und aller Streitkräfte der Philippinen. Als oberster Führer der Armee hat der Präsident die Befugnis, Teile der Streitkräfte zur Sicherung oder der Unterdrückung von anarchistischen Gewaltakten, einer Invasion oder einer Rebellion zu aktivieren. Im Falle einer Invasion oder Rebellion ist er/sie ermächtigt, wenn die öffentliche Sicherheit es erfordert, für einen Zeitraum von nicht länger als 60 Tagen das Privileg des Habeas Corpus auszusetzen, sowie die Philippinen oder einen beliebigen Teil des Staates unter Kriegsrecht zu stellen.
Der Präsident ist ermächtigt, nach einem Urteil der letzten juristischen Instanz, Fristen zu bewilligen, Strafmilderungen zu bestimmen, Begnadigungen auszusprechen, sowie Gebühren und Entschädigungen herabzusetzen, außer, der Präsident steht selbst unter Anklage wegen einer Amtsenthebung.
Der Präsident darf weiterhin im Auftrag der Republik der Philippinen und mit der vorherigen Zubilligung der Währungsbank ausländische Darlehen innerhalb der gesetzmäßigen Grenzen aufnehmen und gewähren.
Der Präsident hat die Generalaufsicht über alle kommunalen Verwaltungseinheiten.
Der Präsident ist zudem befugt, mit der Zustimmung des Ausschusses für Berufung (Commission on Appointments), Mitglieder der Verfassungskommission, Botschafter, andere öffentlichen Minister und Konsuln zu ernennen. Weiterhin darf er Offiziere der bewaffneten Streitkräfte vom Rang eines Obersts (Colonels) oder Marinekapitäns aufwärts einsetzen, wie auch jeden weiteren Offizier, für dessen Berufung der Präsidenten laut der Verfassung von 1987 befähigt ist.
Die Mitglieder des Obersten Gerichtshofes (Supreme Court) werden ebenfalls vom Präsidenten ernannt. Als Grundlage für eine solche Berufung dient eine Aufstellung, die vom Rat der Richter und Rechtsanwälte (Judicial and Bar Council) zusammengestellt wurde. Die Einwilligung der Commission on Appointments ist für diese Berufung jedoch nicht notwendig.

## Offizieller Titel
Der offizielle Titel des Präsidenten, den die aktuelle Verfassung der Philippinen von 1987 vorschreibt, ist „President of the Philippines“. Die Anrede für den Präsidenten der Philippinen lautet „Your Excellency“ (Eure Exzellenz) oder „His/Her Excellency“ (Seine/Ihre Exzellenz) und wurde von dem Titel des Generalgouverneurs der Philippinen während der spanischen und späteren amerikanischen Besatzung übernommen.
Die Bezeichnung „President of the Republic of the Philippines“ (Präsident der Republik der Philippinen) ist gleichbedeutend, aber in der Verwendung irreführend, da sie zurückgeht auf die Zeit, als Präsident José P. Laurel 1945 den Unterschied zwischen seiner Regierung und der damaligen Commonwealth (Exil-)Regierung unter Präsident Manuel Quezon hervorheben wollte.
Die Wiedereinsetzung des Commonwealth 1945 und die nachfolgende Unabhängigkeit der Philippinen sorgte für die erneute Einführung des durch das Gesetz genehmigten Titels „President of the Philippines“. Dies galt so lange, bis Präsident Ferdinand Marcos den Ausnahmezustand ausrief und wieder einmal die Unterschiede zwischen seiner Regierung und denen seiner Vorgänger herausstellen wollte. Auf Bestimmung von Marcos hin wurde der Titel „President of the Republic of the Philippines“ erneut übernommen und in der Verfassung der Philippinen von 1973 beurkundet. Diese Verfassung wurde 1987 durch eine neue Staatsordnung ersetzt, die wieder auf die wesentlich traditionellere Bezeichnung „President of the Philippines“ zurückgriff.

## Offizieller Wohnsitz
Der Malacañan-Palast ist der offizielle Wohnsitz des Präsidenten. Der Palast liegt am nördlichen Flussufer des Pasig Rivers in Manila. In der Staatssprache Filipino heißt er Palasyo ng Malakanyang. Als Malacañang Palace wird er bezeichnet, wenn vom offiziellen Domizil die Rede ist, die vereinfachte Form Malacañang wird dann genommen, wenn man sich auf das Büro des Präsidenten bezieht, ebenso wie bei der Verwendung im täglichen Sprachgebrauch und in den Medien.
Der Malacañang-Palast ist auf der Rückseite des momentan gültigen 20-Peso-Scheins abgebildet.

## Rede zur Lage der Nation
Die Rede zur Lage der Nation (State of the Nation Address, abgekürzt SONA) ist ein jährliches Ereignis, bei der der Präsident der Republik der Philippinen einen Bericht über den Status der Nation abgibt. Diese Rede ist üblicherweise zur Wiederaufnahme der gemeinsamen Versammlung des Kongresses (des Repräsentantenhauses und des Senats) angesetzt. Dieser Vortrag ist eine Verpflichtung, die dem Präsidenten laut Artikel VII, Absatz 23 der Verfassung der Philippinen (von 1987) vorgegeben ist:

„Der Präsident hat dem Kongress bei der Eröffnung seiner regulären Versammlung vorzutragen. Er darf davor zu jeder anderen Zeit erscheinen.“

Der Bericht ist für die Oppositionsparteien eine gute Gelegenheit, ihre Proteste und Einsprüche gegenüber der Regierung vorzubringen. 2005 wurde die Rede der Präsidentin Gloria Macapagal-Arroyo zur Lage der Nation von den Protesten Zehntausender Menschen begleitet, die dabei lautstark ihren Rücktritt forderten.

## Nachfolgeregelung

### Zu Beginn der Amtszeit
Für den Fall, dass die Präsidentenwahl ungültig ist oder fehlschlägt, übernimmt der gewählte Vizepräsident das Amt, bis eine gültige Präsidentschaftswahl erfolgt ist.
Wenn zu Beginn der Amtszeit des Präsidenten der gewählte Präsidentschaftsanwärter stirbt oder langfristig für die Amtsausübung ausfällt, ist der gewählte Vizepräsident in das Amt einzusetzen.
Sollte kein Präsident oder Vizepräsident aus einer regulären Wahl hervorgehen oder die Voraussetzungen für das Amt erfüllen, so hat der Senatspräsident oder, für den Fall von dessen Untauglichkeit, der Sprecher des Repräsentantenhauses das Amt des Präsidenten zu übernehmen, bis ein Präsident oder Vizepräsident gewählt wurde und die Voraussetzungen für sein jeweiliges Amt erfüllt.

### Während der Amtszeit
Für den Fall des Todes oder eines langfristigen Ausfalls, einer Amtsenthebung oder eines Rücktritts des Präsidenten übernimmt der Vizepräsident das Präsidentschaftsamt bis zum Ende der laufenden Amtsperiode. Für den Fall des Todes oder eines langfristigen Ausfalls, einer Amtsenthebung oder eines Rücktritts von beiden Amtsinhabern, des Präsidenten und des Vizepräsidenten, hat der Senatspräsident oder, im Falle von dessen Untauglichkeit, der Sprecher des Repräsentantenhauses das Amt des Präsidenten zu übernehmen, bis ein neuer Präsident oder Vizepräsident gewählt ist und die Voraussetzung für das Amt erfüllt.
Die Präsidentennachfolge, wie sie in der Staatsverfassung von 1987 spezifiziert ist, sieht somit den Vizepräsident, den Senatspräsident und den Sprecher des Repräsentantenhauses vor.
Der Kongress hat, gemäß dem Gesetz, zu bestimmen, wer das Präsidentschaftsamt im Falle eines Todes, eines langfristigen Ausfalls oder des Rücktritts des amtierenden Präsidenten übernimmt. Dieser hat das Amt solange einzunehmen, bis ein neuer Präsident oder Vizepräsident gewählt worden ist und die Voraussetzungen für das Amt erfüllt.
Seit dem 20. Mai 2024 lautet die Reihe der Präsidentennachfolge wie folgt:
| # | Name                | Position                          |
| - | ------------------- | --------------------------------- |
| 1 | Sara Duterte-Carpio | Vizepräsidentin                   |
| 2 | Francis Escudero    | Senatspräsident                   |
| 3 | Martin Romualdez    | Sprecher des Repräsentantenhauses |

Im Gegensatz zum allgemeinen Glauben gehört der Oberste Richter des Philippinischen Gerichtshofs (Chief Justice of the Philippine Supreme Court) nicht der Reihe der Amtsnachfolger an.

## Geschichte

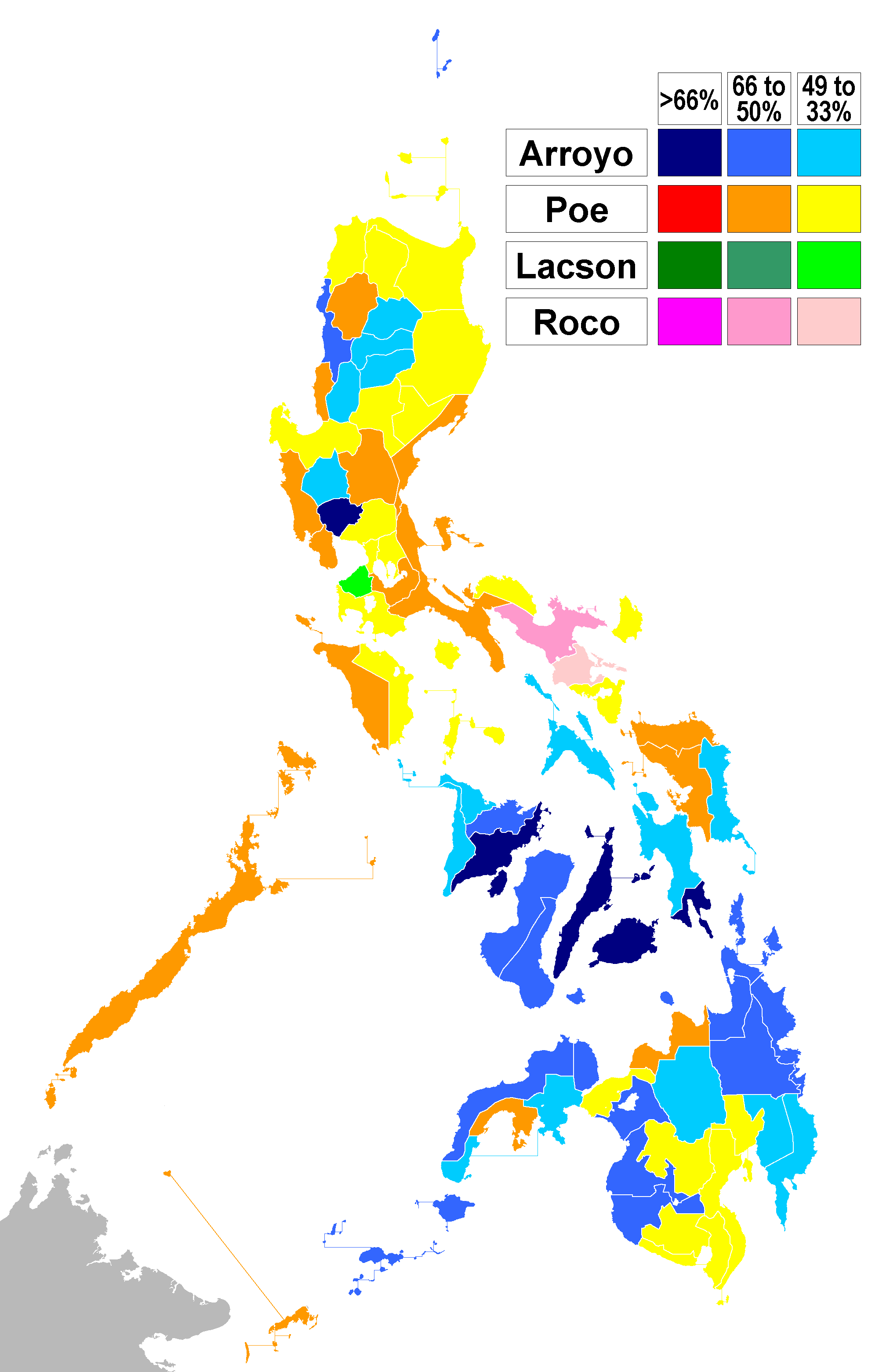
Präsidentschaftswahl der Philippinen 2004

Vor dem Eintreffen der Spanier herrschten auf den Philippinen die Datus. Zwischen 1565 und 1898 wurde der Inselstaat von einem Königlichen Gouverneur der Philippinen (Gobernador-General de Filipinas) verwaltet, der als Vertreter des eigentlichen Oberhauptes der Philippinen, des Königs von Spanien, fungierte.
1898 folgte die Unabhängigkeitserklärung der Regierung unter Emilio Aguinaldo und 1899 wurde er der Präsident der ersten philippinischen Republik, die von vielen Staaten jedoch nicht wahrgenommen wurde. Dennoch wird er von dem philippinischen Volk als der erste Präsident angesehen.
Zwischen 1899 und 1935, während der amerikanischen Besatzung, administrierte und befehligte ein Generalgouverneur im Auftrag des Präsidenten der Vereinigten Staaten den Inselstaat.
Zur Zeit des Commonwealth der Philippinen 1935 bis 1941 setzte die amerikanische Regierung einen einheimischen Präsidenten ein, der allerdings nur unter amerikanischer Souveränität agieren durfte.
1941 eroberten die japanischen Streitkräfte die Philippinen und das japanische Kaiserreich setzte eine von Ihnen kontrollierte, aber ebenso mit Einheimischen besetzte Regierung in Manila ein. Die Führung dieser als die Zweite Republik deklarierten Ära von 1941 bis 1945 wird aus heutiger Sicht jedoch als Marionettenregierung der japanischen Besatzungsmacht betrachtet.
Während die Japaner die Unabhängigkeit der Philippinen auf das Jahr 1941 festlegen, gilt international der 4. Juli 1946 als Tag der Unabhängigkeit.
Ungeachtet der Unterschiede zwischen der Zählung in der Verfassung der Philippinen und die der Regierung ist die Amtsfolge der Präsidenten fortlaufend. So wird der momentane Amtsinhaber Rodrigo Duterte als 16. Präsident der Philippinen angeführt. Dabei wird Emilio Aguinaldo als erster Präsident des Inselstaates bezeichnet, obwohl der Zeitraum der ersten Republik unter seiner Führung komplett in die Vorherrschaft der Vereinigten Staaten nach Ende des Philippinisch-Amerikanischen Krieges fällt. Von den Vereinigten Staaten wird dagegen Manuel Quezon als der erste Präsident und als erster Amtsinhaber erachtet, der aus einer demokratischen Wahl hervorgegangen ist.
Eine weitere Besonderheit ist die Tatsache, dass die Philippinen während des Zweiten Weltkrieges zwei Präsidenten hatten, die zur gleichen Zeit die Oberhäupter zweier unterschiedlicher Regierungen waren. Zu einem war Manuel Quezon der Führer der Commonwealth Exilregierung, der de jure betrachtet wurde, der andere (de facto) war J. P. Laurel, der der japanisch unterstützen Regierung vorstand. Laurel verblieb im Gegensatz zu Manuel Quezon in Manila.
Die Amtsperiode von Laurel wurde vor der Regierungszeit von Präsident Diosdado Macapagal überhaupt nicht anerkannt. Die Anerkennung traf schließlich zusammen mit der Verlegung des philippinischen Unabhängigkeitstages von 4. Juli auf den 12. Juni.
Es ist dennoch zu berücksichtigen, dass es unrichtig wäre, Laurel in der Amtsfolge der Präsidenten als Nachfolger von Osmeña oder umgekehrt zu betrachten. Laurel’s Republik wurde nach Ende des Zweiten Weltkrieges nicht weiter anerkannt und keine von ihm aufgesetzten Statuten oder durchgeführten Aktion wurden als legal oder bindend erachtet. Die Einbeziehung Laurels in die Amtslinie der philippinischen Präsidenten zieht zudem einige Probleme in der Bestimmung des Amtsverlaufs mit sich. Während die Amtsperioden von Quezon, Osmeña und Roxas jeweils lückenlos aufeinander folgten, war Laurel der erste und einzige Präsident der Zweiten Republik, wobei er keinen Vorgänger und keinen Nachfolger hatte.

## Liste der Präsidenten und Präsidentinnen
Die Farben geben Aufschluss über die politische Partei- oder Koalitionszugehörigkeit jedes Präsidenten zum Zeitpunkt des Wahltages oder während der Amtszeit.
|  | Keine Parteizugehörigkeit                     |
|  | Nacionalista Party (Philippines)              |
|  | Liberal Party (Philippines)                   |
|  | Kilusang Bagong Lipunan                       |
|  | United Nationalists Democratic Organizations  |
|  | Lakas-Christian Muslim Democrats              |
|  | Laban ng Makabayang Masang Pilipino           |
|  | Partido Demokratiko Pilipino – Lakas ng Bayan |
|  | Partido Federal ng Pilipinas                  |

| # | Präsident                                                                        | Präsident               | Amtsantritt       | Amtsende          | Partei                                                                             | Vizepräsident                                                   | Amtszeit        | Amtsära                           |
| --- | -------------------------------------------------------------------------------- | ----------------------- | ----------------- | ----------------- | ---------------------------------------------------------------------------------- | --------------------------------------------------------------- | --------------- | --------------------------------- |
| 1 |                                                                                  | Emilio Aguinaldo        | 23. Januar 1899   | 1. April 1901     | Keine (Magdalo Fraktion der Katipunan)                                             | Keiner (Die Verfassung von 1899 sah keinen Vizepräsidenten vor) | -               | Erste Diktatur                    |
| 1 | Erste Republik                                                                   | Emilio Aguinaldo        | 23. Januar 1899   | 1. April 1901     | Keine (Magdalo Fraktion der Katipunan)                                             | Keiner (Die Verfassung von 1899 sah keinen Vizepräsidenten vor) | -               |                                   |
| Nicht Bestehend Zeitraum der Führung durch die Gouverneure der Philippinischen Inseln vom 1. April 1901 bis zum 15. November 1935. |                                                                                  |                         |                   |                   |                                                                                    |                                                                 |                 |                                   |
| 2 |                                                                                  | Manuel Quezon           | 15. November 1935 | 1. August 1944    | Nacionalista Party                                                                 | Sergio Osmeña                                                   | 1               | Commonwealth                      |
| 2 | 2                                                                                | Manuel Quezon           | 15. November 1935 | 1. August 1944    | Nacionalista Party                                                                 | Sergio Osmeña                                                   |                 | Commonwealth                      |
| 3 |                                                                                  | José P. Laurel          | 14. Oktober 1943  | 14. August 1945   | Kalibapi (unter japanische Besatzung verwaltete Regierung)                         | Keiner (Die Verfassung von 1943 sah keinen Vizepräsidenten vor) | -               | Zweiter Weltkrieg                 |
| 4 |                                                                                  | Sergio Osmeña           | 1. August 1944    | 28. Mai 1946      | Nacionalista Party                                                                 | Unbesetzt                                                       | 2               | Commonwealth (Wiederhergestellt)  |
| 5 |                                                                                  | Manuel Roxas            | 28. Mai 1946      | 15. April 1948    | Liberal Party                                                                      | Elpidio Quirino                                                 | 3               | Commonwealth (Wiederhergestellt)  |
| 5 | Dritte Republik                                                                  | Manuel Roxas            | 28. Mai 1946      | 15. April 1948    | Liberal Party                                                                      | Elpidio Quirino                                                 | 3               |                                   |
| 6 |                                                                                  | Elpidio Quirino         | 17. April 1948    | 30. Dezember 1953 | Liberal Party                                                                      | Unbesetzt                                                       | 3               |                                   |
| 6 | Fernando López                                                                   | Elpidio Quirino         | 17. April 1948    | 30. Dezember 1953 | Liberal Party                                                                      | 4                                                               |                 |                                   |
| 7 |                                                                                  | Ramon Magsaysay         | 30. Dezember 1953 | 17. März 1957     | Nacionalista Party                                                                 | Carlos P. Garcia                                                | 5               |                                   |
| 8 |                                                                                  | Carlos P. Garcia        | 18. März 1957     | 30. Dezember 1961 | Nacionalista Party                                                                 | Unbesetzt                                                       | 5               |                                   |
| 8 | Diosdado Macapagal                                                               | Carlos P. Garcia        | 18. März 1957     | 30. Dezember 1961 | Nacionalista Party                                                                 | 6                                                               |                 |                                   |
| 9 |                                                                                  | Diosdado Macapagal      | 30. Dezember 1961 | 30. Dezember 1965 | Liberal Party                                                                      | Emmanuel Pelaez                                                 | 7               |                                   |
| 10 |                                                                                  | Ferdinand Marcos        | 30. Dezember 1965 | 25. Februar 1986  | Nacionalista Party                                                                 | Fernando López                                                  | 8               |                                   |
| 10 | 9                                                                                | Ferdinand Marcos        | 30. Dezember 1965 | 25. Februar 1986  | Nacionalista Party                                                                 | Fernando López                                                  |                 |                                   |
| 10 |                                                                                  | Ferdinand Marcos        | 30. Dezember 1965 | 25. Februar 1986  | Kilusang Bagong Lipunan                                                            | Unbesetzt                                                       | 10              | Zweite Diktatur „The New Society“ |
| 10 | 11                                                                               | Ferdinand Marcos        | 30. Dezember 1965 | 25. Februar 1986  | Kilusang Bagong Lipunan                                                            | Unbesetzt                                                       | Vierte Republik |                                   |
| 10 | Arturo Tolentino                                                                 | Ferdinand Marcos        | 30. Dezember 1965 | 25. Februar 1986  | Kilusang Bagong Lipunan                                                            | 12                                                              | Vierte Republik |                                   |
| 11 |                                                                                  | Corazon Aquino          | 25. Februar 1986  | 30. Juni 1992     | United Nationalists Democratic Organizations                                       | 12                                                              | Vierte Republik | Salvador Laurel                   |
| 11 | Fünfte Republik                                                                  | Corazon Aquino          | 25. Februar 1986  | 30. Juni 1992     | United Nationalists Democratic Organizations                                       | 12                                                              |                 | Salvador Laurel                   |
| 12 |                                                                                  | Fidel Ramos             | 30. Juni 1992     | 30. Juni 1998     | Lakas-Christian Muslim Democrats                                                   | Joseph Estrada                                                  | 13              |                                   |
| 13 |                                                                                  | Joseph Estrada          | 30. Juni 1998     | 20. Januar 2001   | Laban ng Makabayang Masang Pilipino (Partido ng Masang Pilipino-Koalitionsführung) | Gloria Macapagal-Arroyo                                         | 14              |                                   |
| 14 |                                                                                  | Gloria Macapagal-Arroyo | 20. Januar 2001   | 30. Juni 2010     | Lakas-Christian Muslim Democrats                                                   | Unbesetzt Teofisto Guingona                                     | 14              |                                   |
| 14 | Koalisyon ng Katapatan at Karanasan sa Kinabukasan (Lakas-CMD-Koalitionsführung) | Gloria Macapagal-Arroyo | 20. Januar 2001   | 30. Juni 2010     | Noli de Castro                                                                     | 15                                                              |                 |                                   |
| 15 |                                                                                  | Benigno Aquino III.     | 30. Juni 2010     | 30. Juni 2016     | Liberal Party                                                                      | Jejomar Binay                                                   | 16              |                                   |
| 16 |                                                                                  | Rodrigo Duterte         | 30. Juni 2016     | 30. Juni 2022     | Partido Demokratiko Pilipino – Lakas ng Bayan                                      | Leni Robredo                                                    | 17              |                                   |
| 17 |                                                                                  | Ferdinand Marcos Jr.    | 30. Juni 2022     | amtierend         | Partido Federal ng Pilipinas                                                       | Sara Duterte                                                    | 18              |                                   |

## Statistik
- Vizepräsidenten, die das Präsidentenamt erreichten:
  1. Sergio Osmeña (1944)
  2. Elpidio Quirino (1948)
  3. Carlos P. Garcia (1957)
  4. Joseph Ejercito Estrada (1998)
  5. Gloria Macapagal-Arroyo (2001)

- Präsidenten, die wiedergewählt wurden:
  1. Manuel Quezon (1941)
  2. Ferdinand Marcos (1969, 1981, 1986)

- Präsidenten, die während einer laufenden Amtsperiode ihres Vorgängers gewählt wurden:
  1. Elpidio Quirino (1949)
  2. Carlos P. Garcia (1957)
  3. Gloria Macapagal-Arroyo (2001)

- Der am längsten regierende Präsident: Ferdinand Marcos (5.259 Tage)
- Der am kürzesten regierende Präsident: Jose P. Laurel (479 Tage)